# じわもん
じわもんは、家庭で食されるおかずのことをいう金沢弁の言葉。また、地元で取れた野菜、果物、米などの地物（じもの）。本項では後者について記述する。

## 石川県旬の野菜
| - スイカ - イチゴ - 白菜 - 小松菜 - 丸いも - かぶ - えのきだけ - ナス - サツマイモ | - メロン - さやいんげん - レタス - なかじまな（中島菜） - じねんじょ（自然薯） - ニンジン - まいたけ - ブロッコリー - 大根 | - カボチャ - 千石豆 - ほうれん草 - タケノコ - ながいも（長芋） - 太きゅうり（ふときゅうり） - まつたけ - なめこ | - トマト - キャベツ - 金時草 - ジャガイモ - れんこん - シイタケ - ひらたけ - ネギ |

### 加賀野菜
| - 加賀れんこん - 源助だいこん - さつまいも - 金沢一本太ねぎ | - せり - 二塚からしな - くわい - たけのこ | - 加賀太きゅうり - 金沢春菊 - 金時草 - 打木赤皮甘栗かぼちゃ | - ヘタ紫なす - 加賀つるまめ - 赤ずいき |

### 能登野菜
| - 中島菜 - 沢野ごぼう - 金糸瓜 - 神子原くわい | - 小菊かぼちゃ - 能登かぼちゃ - 能登赤土馬鈴薯 | - 能登山菜 - 能登白ねぎ - 能登すいか | - 能登金時 - かもうり - 能登ミニトマト |